# Mud on the Tires
Mud on the Tires é o terceiro álbum de estúdio do artista country norte-americano Brad Paisley. Foi lançado em 22 de julho de 2003 pela Arista Nashville, sendo certificado como dupla platina pela RIAA, enquanto os singles, "Mud on the Tires" e "Whiskey Lullaby" foram certificados como platina e dupla platina, respectivamente.